# Orgilus clivicola
Orgilus clivicola är en stekelart som beskrevs av Muesebeck 1970. Orgilus clivicola ingår i släktet Orgilus och familjen bracksteklar. Inga underarter finns listade i Catalogue of Life.